# Islam en Albanie

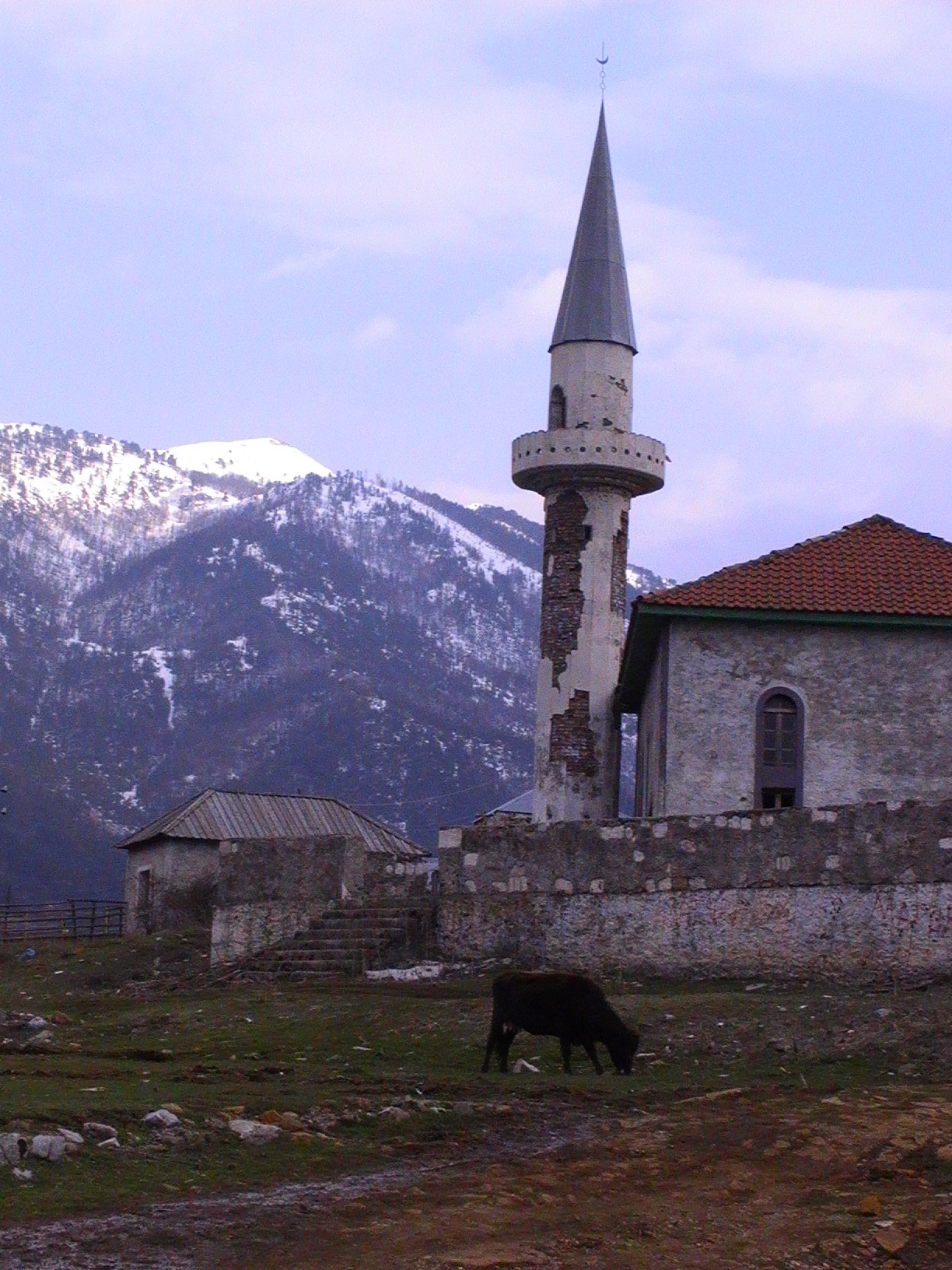
Mosquée de Lüre.

L’islam, essentiellement sunnite, est  la religion majoritaire en Albanie. Les données du nombre actuel de musulmans en Albanie sont controversées, car ni la communauté musulmane, ni le gouvernement ne tiennent de statistiques confessionnelles. Différentes estimations et enquêtes estiment leur nombre à 40 % ou 45 %, 57 % 60 %, ou même 79,9 % de la population totale du pays. Après la partie européenne de la Turquie et le Kosovo, l’Albanie est le pays d’Europe ayant le plus grand pourcentage de musulmans. Au voisinage du Kosovo et de la Macédoine du Nord, la proportion de chrétienne est de 95 % à 98 %.

## L'islam aujourd'hui

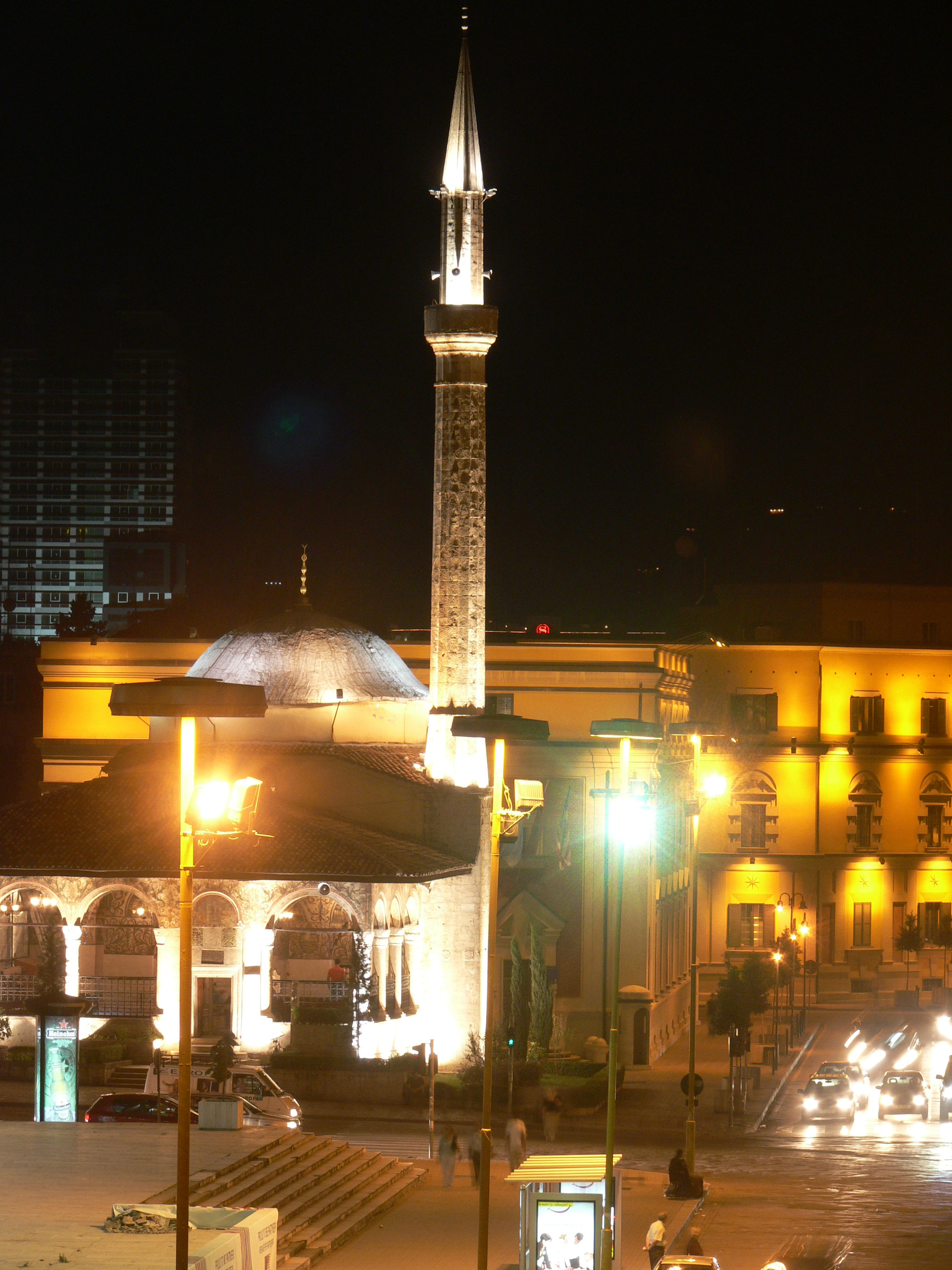
Mosquée Et'hem Bey dans la capitale Tirana.

Les musulmans sont présents dans toutes les parties de l’Albanie. Dans le Sud, au centre et dans le Nord du pays, ils forment presque partout la majorité religieuse. Les musulmans bektachis sont présents avant tout au centre et dans le Sud du pays. Leurs villes principales sont Bulgiza, Gramsh, Skrapar et Tepelena. Les statistiques gouvernementales de 2002 ont recensé 17 associations islamiques différentes, qui entretiennent des mosquées, des écoles coraniques… Parmi elles, y a des missionnaires étrangers venant des pays arabes, de Turquie ou d’Iran. Il existe aussi quelques écoles générales musulmanes sur le principe des écoles catholiques, dont le fonctionnement est vérifié par le ministère de l’éducation. Les deux fêtes islamiques Bajram (AÏD) sont en Albanie des jours fériés comme le Noël chrétien. Le président du conseil des musulmans est Selim Muça depuis 2004. Pour les bektachis, il s’agit de Reshat Bardhi.
Il n'existe pas de chiffres officiels récents sur la population de la communauté bektachi[Passage contradictoire]. Les anciennes statistiques parlent de 150 000 (Kingsley, 1994:85) à 200 000 ménages (Tomor, Interview, 1994) (statistiques de 1912 et 1967). Les bektachi représentent environ 15 % de la population albanaise soit 425 000 individus.
- Les bektachis sont principalement situés dans le sud de l'Albanie : Gjirokastër, Sarandë-Delvinës, Tepelen, Përmet, Kolonjë, Skrapar, Korçë, Devoll, Mallakastër, Vlorë, Leskoviku, Ersekë.
- Les bektachis sont également présents dans le centre du pays : Krujë, Tiranë, Kavajë, Durrës, Lushnjë, Elbasan, etc.
- Dans une moindre mesure dans le nord : Martaneshi, Dibër, Bulqizë, Shkodër

## Histoire
La domination ottomane en Albanie a commencé par le Sud et s’est étendue au Nord vers le XVe siècle. Il n'y avait au début que les conquérants turcs des villes qui étaient musulmans, surtout des marchands, des ouvriers et des soldats. Quand arriva dans le pays le système du timar, il toucha une proportion significative de la classe aisée des propriétaires. Pour les immigrants musulmans, déjà à l’époque, des mosquées considérables furent construites alors que des églises furent désacralisées. L’architecture sacrée islamique transforma l’allure de presque toutes les villes albanaises au début du XVIe siècle. L’islamisation de nouvelles parties de la population se mit en place au début du XVIe siècle par une nouvelle vague de conversions, surtout au Sud du pays. Il y avait plusieurs raisons au succès de cette nouvelle religion chez les Albanais. Une partie de la population fut incitée à accéder à l'élevage du bétail selon le système ottoman du celeb. Elle était composée de bergers semi-nomades. Il était plus facile de participer à ce nouveau mode d’élevage en tant que musulman. Comme en Bosnie, beaucoup de nobles devinrent musulmans pour pouvoir bénéficier du timar comme propriétaire terrien, ou pour être sipahis. Les villes sous domination ottomane prospéraient, comme Elbasan, Berat ou Delvina, et attiraient la population alentour. Les gens venus de la campagne ont vite adopté la culture et la religion des couches aisées musulmanes. Une autre raison importante de ces conversions à l’islam était aussi que les musulmans n'avaient pas à payer la capitation. Finalement, la forte islamisation de l’Albanie tient aussi à ce que beaucoup de pauvres paysans cherchaient la réussite dans l’armée ottomane, dont ils embrassaient aussitôt la foi. Le fait que les raisons des conversions à l’islam soient davantage sociales et économiques a conduit à ce que beaucoup de convertis restent des « crypto-chrétiens », qui pratiquaient en secret leur ancienne religion. Souvent, le chef de famille était le seul à se convertir alors que le reste de la famille restait chrétien. Cela a donné aussi lieu à des formes de syncrétisme islamo-chrétien. C'est par exemple le cas dans le Nord des paysans musulmans qui demandaient la bénédiction catholique de leurs troupeaux par un prêtre.
La recherche historique montre que le lien des Albanais à l’Église au temps de la conquête ottomane était plus faible que dans d’autres pays des Balkans, car le pays était tiraillé entre l’Église de l'Orient et l’Église d'Occident. Comme l’Église était en proie à des rivalités de principauté entre catholiques et orthodoxes, elle avait une faible autorité et peu d’influence sur la population. Cela a probablement favorisé l’islamisation de l’Albanie.[réf. nécessaire]
À la fin du XVIe siècle, une grande majorité des habitants des villes étaient musulmans, alors que dans les villages, encore 80 % de la population était chrétienne. Dans le courant du XVIIe siècle, la pression exercée sur les chrétiens pour se convertir augmenta. La cause politique avancée est que les ottomans se trouvaient de plus en plus sur la défensive face aux puissances chrétiennes. On avance aussi des raisons économiques : le déclin du système du timar engendra une intensification du rendement des grands propriétaires sur les paysans chrétiens. Et souvent, pour échapper à la capitation, au XVIIe siècle, des villages entiers passaient à l’islam. Depuis cette époque, l’Albanie est un pays majoritairement musulman.
Quand l’Albanie est devenue indépendante en 1912, ce sont les musulmans qui participèrent à la fondation de l’État comme groupe religieux dominant. Contrairement aux autres États des Balkans dominés par les chrétiens, les musulmans aisés d’Albanie n’émigrèrent pas vers la Turquie. Les institutions musulmanes restèrent en place. Le roi d’Albanie Ahmet Zogu, qui régna entre 1925 et 1939, était musulman mais ne pratiquait pas sa foi ouvertement. Pour établir un équilibre entre les religions, avoir la faveur de la souche catholique, et en raison de la dépendance à l’Italie, il épousa une comtesse catholique venant de Hongrie.
En 1925, tous les ordres de derviches furent fermés en Turquie sous l’ordre d’Atatürk, et le centre mondial de l’influent ordre des bektachis fut déplacé à Tirana, où il fut rouvert en 1990, après l’abrogation de l’interdiction des religions de l’ère communiste. Durant l’entre deux guerres, le mouvement réformateur Ahmadiyya qui venait du Nord de l’Inde déploya des missions en Albanie. Le seul pays européen ayant une majorité musulmane devait servir de point de départ à la mission en Europe. Le succès s’avéra modeste.
Tout d'abord, en 1945, dès le début de la période communiste, des associations islamiques furent expropriées. Leur raison d’être était l’entretien des mosquées et des médersas. Les clercs musulmans, aussi bien que les chrétiens, subirent des persécutions pour cesser leur activité. Avec l’interdiction de la religion en 1967, toutes les mosquées furent fermées, les minarets furent rasés, et les bâtiments furent transformés en entrepôts ou détruits. Seules quelques mosquées importantes furent transformées en musées, ce qui évita la destruction totale. La plupart des clercs musulmans furent condamnés aux travaux forcés. Des dizaines moururent en prison. Par un sondage resté secret, le régime communiste a établi à la fin des années 1980 que parmi la génération née après les années 1960, 95 % avaient encore une foi religieuse qui provenait de sa propre famille. Il ne fut pas possible d’éteindre la mémoire culturelle et religieuse des Albanais en un si court intervalle de temps.
Après la chute du régime communiste albanais, une renaissance de l’islam advint. Hafi Sabri Koçi dirigea en novembre 1990 dans la mosquée de Shkodra la première prière publique depuis 1967. Il fut élu rapidement président du conseil des musulmans. Comme pour les chrétiens, la reconstruction religieuse se fit essentiellement avec une aide étrangère, notamment en dons et en missionnaires. Entre autres, les wahhabites d'Arabie saoudite et les mollahs iraniens se sont fortement engagés. Leur vision stricte de l’islam est néanmoins restée étrangère à de nombreux musulmans albanais. Ni les uns, ni les autres ne purent avoir une influence décisive sur la communauté musulmane locale.

## Relations inter-religieuses
Les deux courants majoritaires de l’islam, sunnite et bektachi, vivent dans une grande tolérance envers les autres religions. L’expérience commune des persécutions sous Enver Hoxha a eu jusqu’à aujourd’hui pour effet que les musulmans et les chrétiens vivent dans un grand respect mutuel. Suscités par la situation sous le joug communiste, les mariages inter-religieux ne sont pas rares aujourd’hui, alors que dans les autres pays des Balkans, compte tenu de la situation de minorité de l’islam, cela n’arrive quasiment jamais. Les disputes entre communautés religieuses sont rares. En 2003, Kastriot Myftari fut arrêté pour une association qui menaçait la paix inter-religieuse. Il avait aussi écrit un livre intitulé Islamizmi Kombëtar Shqiptar (l’islamisme albanais national). Il avait décrit l’islam comme non albanais et appelé à la conversion au catholicisme.